# Europa Family Music
Europa Family Music ist ein deutsches Kindermusik-Label mit Sitz in München, das 2012 von Sony Music Entertainment und dem dazugehörenden Label Europa gegründet wurde.

## Musiker
Das Label hat es sich zur Aufgabe gemacht, vor allem neue Musiker zu etablieren, die Musik für Kinder machen. Neben Kompilationen und Neuaufnahmen bekannter Lieder wurden auch verschiedene Musiker unter Vertrag genommen:
- Donikkl
- Frank und seine Freunde
- herrH
- Charlie Glass
- Heavysaurus

Neben reinen Musikprodukten werden zunehmend die Soundtracks der Hörspiel-Kinofilme zu einem wichtigen Segment für das Label, beispielsweise mit CDs zu Hanni und Nanni, Ritter Rost oder Fünf Freunde.